# Gastón Etlis
Gastón Etlis (n. el 4 de noviembre de 1974 en Buenos Aires, Argentina) es un exjugador de tenis argentino que se hizo profesional en 1993. Representó a su país en los Juegos Olímpicos de Atlanta 1996, donde fue derrotado en primera ronda por el sudafricano Wayne Ferreira y Juegos Olímpicos de Sídney 2000. Ganó cuatro títulos en su carrera en dobles y su máxima posición en el ranking ATP la obtuvo el 22 de mayo de 2000, cuando llegó al puesto 114.

## Torneos ATP (4; 0+4)

### Dobles (4)

#### Títulos
| Leyenda                |
| Grand Slam (0)         |
| Tennis Masters Cup (0) |
| ATP Masters Series (0) |
| ATP Tour (4)           |

| N.º | Fecha                 | Torneo       | Superficie    | Pareja           | Oponentes en la final          | Resultado    |
| --- | --------------------- | ------------ | ------------- | ---------------- | ------------------------------ | ------------ |
| 1.  | 11 de febrero de 2002 | Viña del Mar | Tierra batida | Martín Rodríguez | Lucas Arnold Ker Luis Lobo     | 6-3 6-4      |
| 2.  | 18 de febrero de 2002 | Buenos Aires | Tierra batida | Martín Rodríguez | Simon Aspelin Andrew Kratzmann | 3-6 6-3 10-4 |
| 3.  | 12 de abril de 2004   | Valencia     | Tierra batida | Martín Rodríguez | Feliciano López Marc López     | 7-5 7-6(5)   |
| 4.  | 22 de agosto de 2005  | New Haven    | Dura          | Martín Rodríguez | Rajeev Ram Bobby Reynolds      | 6-4 6-3      |

### Finalista en dobles (10)
| N.º | Fecha                    | Torneo          | Superficie    | Pareja           | Oponentes en la final         | Resultado         |
| --- | ------------------------ | --------------- | ------------- | ---------------- | ----------------------------- | ----------------- |
| 1.  | 21 de febrero de 2000    | México D.F.     | Tierra batida | Martín Rodríguez | Byron Black Donald Johnson    | 3-6 5-7           |
| 2.  | 24 de julio de 2000      | San Marino      | Tierra batida | Jack Waite       | Tomáš Cibulec Leoš Friedl     | 6-7(1) 5-7        |
| 3.  | 10 de septiembre de 2001 | Costa do Sauipe | Dura          | Brent Haygarth   | Enzo Artoni Daniel Melo       | 3-6 6-1 6-7(5)    |
| 4.  | 22 de abril de 2002      | Barcelona       | Tierra batida | Lucas Arnold Ker | Michael Hill Daniel Vacek     | 4-6 4-6           |
| 5.  | 15 de julio de 2002      | Stuttgart       | Tierra batida | David Adams      | Joshua Eagle David Rikl       | 3-6 4-6           |
| 6.  | 19 de abril de 2004      | Montecarlo TMS  | Tierra batida | Martín Rodríguez | Tim Henman Nenad Zimonjić     | 5-7 2-6           |
| 7.  | 13 de septiembre de 2004 | Delray Beach    | Dura          | Martín Rodríguez | Leander Paes Radek Štěpánek   | 0-6 3-6           |
| 8.  | 27 de septiembre de 2004 | Palermo         | Tierra batida | Martín Rodríguez | Lucas Arnold Ker Mariano Hood | 5-7 2-6           |
| 9.  | 11 de octubre de 2004    | Viena           | Dura          | Martín Rodríguez | Martin Damm Cyril Suk         | 7-6(4) 4-6 6-7(4) |
| 8.  | 31 de enero de 2005      | Viña del Mar    | Tierra batida | Martín Rodríguez | David Ferrer Santiago Ventura | 3-6 4-6           |